# På Österåker
På Österåker je live album Johnnyja Casha, objavljen 1973. u izdanju Columbia Recordsa. Album je snimljen u Zatvoru Österåker u Švedskoj 3. listopada 1972. Bio je to Cashov treći album snimljen u zatvoru nakon slavnih albuma At San Quentin i At Folsom Prison. Za razliku od spomenutih, På Österåker ne sadržava nijednu poznatu Cashovu pjesmu; no, uključuje verziju "Me and Bobby McGee" Krisa Kristoffersona. "Orleans Parish Prison" objavljena je kao singl, no nije postigla značajniji uspjeh.

## Popis pjesama
1. "Orleans Parish Prison" (Dick Feller) – 2:32
2. "Jacob Green" (Cash) – 3:07
3. "Me and Bobby McGee" (Fred Foster, Kris Kristofferson) – 3:11
4. "Prisoner's Song" (Guy Massey) – 2:24
5. "Invertebraes" (Cash, Craig Dillingham, A. C. Johnston) – 2:27
6. "That Silver Haired Daddy of Mine" (Gene Autry, Jimmy Long) – 3:08
7. "City Jail" (Cash) – 3:56
8. "Life of a Prisoner" (Larry Wilkerson) – 2:49
9. "Looking Back in Anger" (Harlan Sanders, Glen Sherley) – 2:14
10. "Nobody Cared" (Cash) – 2:07
11. "Help Me Make It Through the Night" (Kristofferson) – 3:09
12. "I Saw a Man" (Arthur "Guitar Boogie" Smith) – 3:03

## Reizdanje
På Österåker je ponovno izdan u Švedskoj krajem 2007. Album se značajno razlikuje od originala. "Orleans Parish Prison" je potpuno drugačija pjesma, s novim stihom i bez gusli. Pjesma "San Quentin" snimljena je uz izmijenjeni naziv "Österåker" što je naišlo na odobravanje zatvorenika.

### Popis pjesama
1. I Walk the Line (Instrumental) (1:50)
2. A Boy Named Sue (Shel Silverstein) (3:22)
3. Sunday Morning Coming Down (Kris Kristofferson) (4:11)
4. Österåker (San Quentin) (2:45) (Cash)
5. Me and Bobby McGee (Fred Foster/Kris Kristofferson) (2:57)
6. Orleans Parish Prison (Dick Feller) (3:16)
7. Jacob Green (Cash) (2:59)
8. Life of a Prisoner (Larry Wilkerson) (3:12)
9. The Prisoners Song (Guy Massey) (3:04)
10. Folsom Prison Blues (Cash) (2:39)
11. City Jail (Cash) (3:59)
12. Help Me Make It Through The Night (Kristofferson) (3:15)
13. That Silver Haired Daddy of Mine (Gene Autry/Jimmy Long) (3:01)
14. The Invertabraes (Cash/Craig Dillingham/A. C. Johnston) (3:11)
15. Lookin Back In Anger ((Harlan Sanders/Glen Sherley) (2:18)
16. I Saw A Man (Arthur "Guitar Boogie" Smith) (3:29)
17. High Heel Sneakers (Tommy Tucker) (3:20)
18. Blue Suede Shoes (Carl Perkins) (3:30)
19. Dirty Old Egg Sucking Dog (Jack Clement) (2:20)
20. Wreck of the Ol 97 (Arranged by Cash, Bob Johnson and Norman Blake) (1:46)
21. I Promise You (Cash) (2:28)
22. Nobody Cared (June Carter) (2:00)
23. San Quentin (Cash) (1:46)
24. Folsom Prison Blues (Instrumental) (0:53)

## Izvođači
- Johnny Cash – vokali, akustična gitara
- Marshall Grant – bas
- W.S. Holland – bubnjevi
- Bob Wootton – električna gitara
- Carl Perkins – vokali, električna gitara
- Larry Butler – kalvir

## Ljestvice
Singlovi - Američke Billboard ljestvice
| Godina | Singl                   | Ljestvica        | Pozicija |
| ------ | ----------------------- | ---------------- | -------- |
| 1974.  | "Orleans Parish Prison" | Country singlovi | 52       |

## Vanjske poveznice
- Podaci o albumu i tekstovi pjesama